# Otton Ślizień
Otton Ślizień (ur. 4 grudnia 1892 w Warszawie, zm. 3 lutego 1985 w Sopocie) – artysta malarz, założyciel i wieloletni dyrektor Muzeum Mikołaja Kopernika we Fromborku. 

## Życiorys

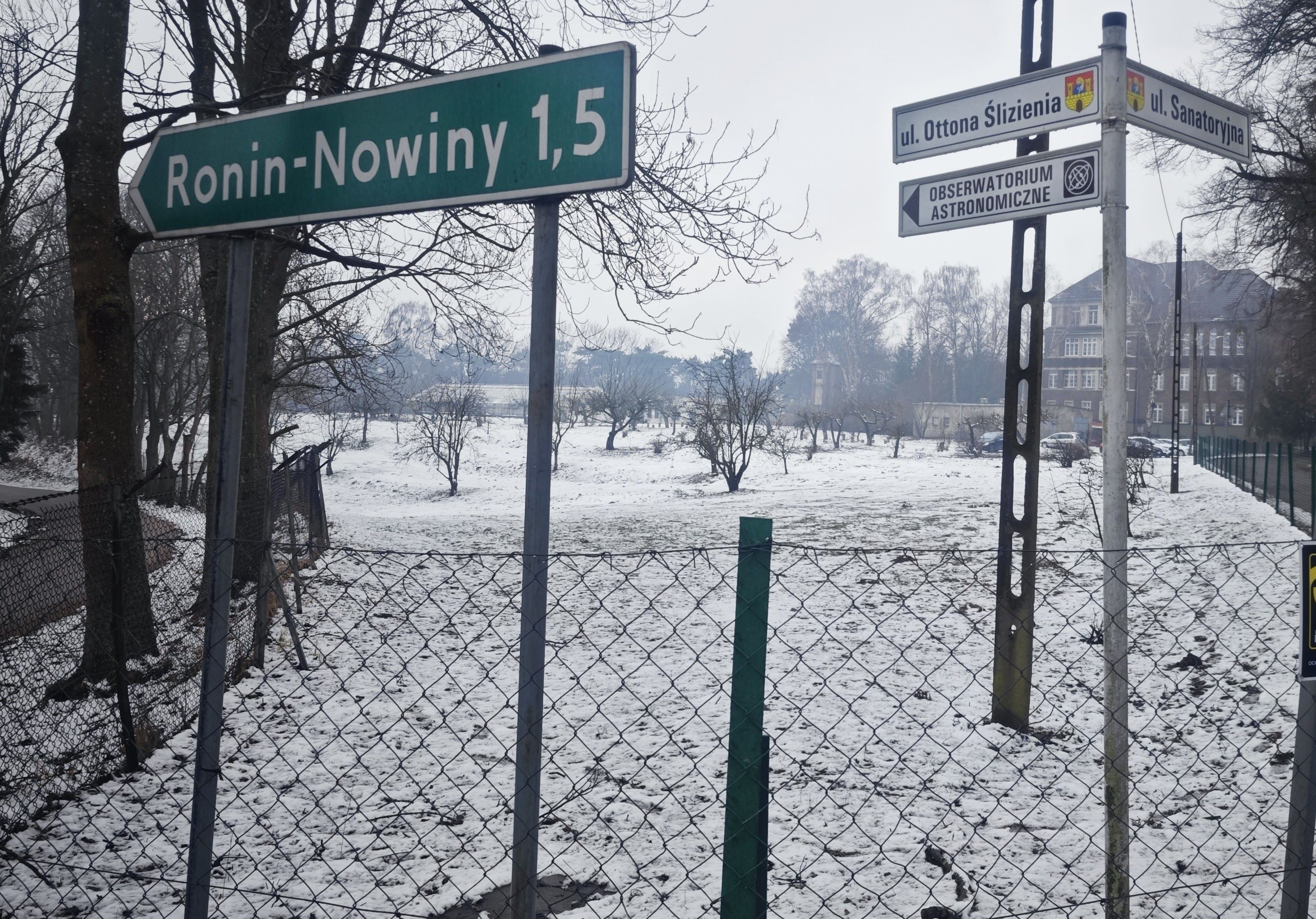
Ulica Ottona Ślizienia we Fromborku

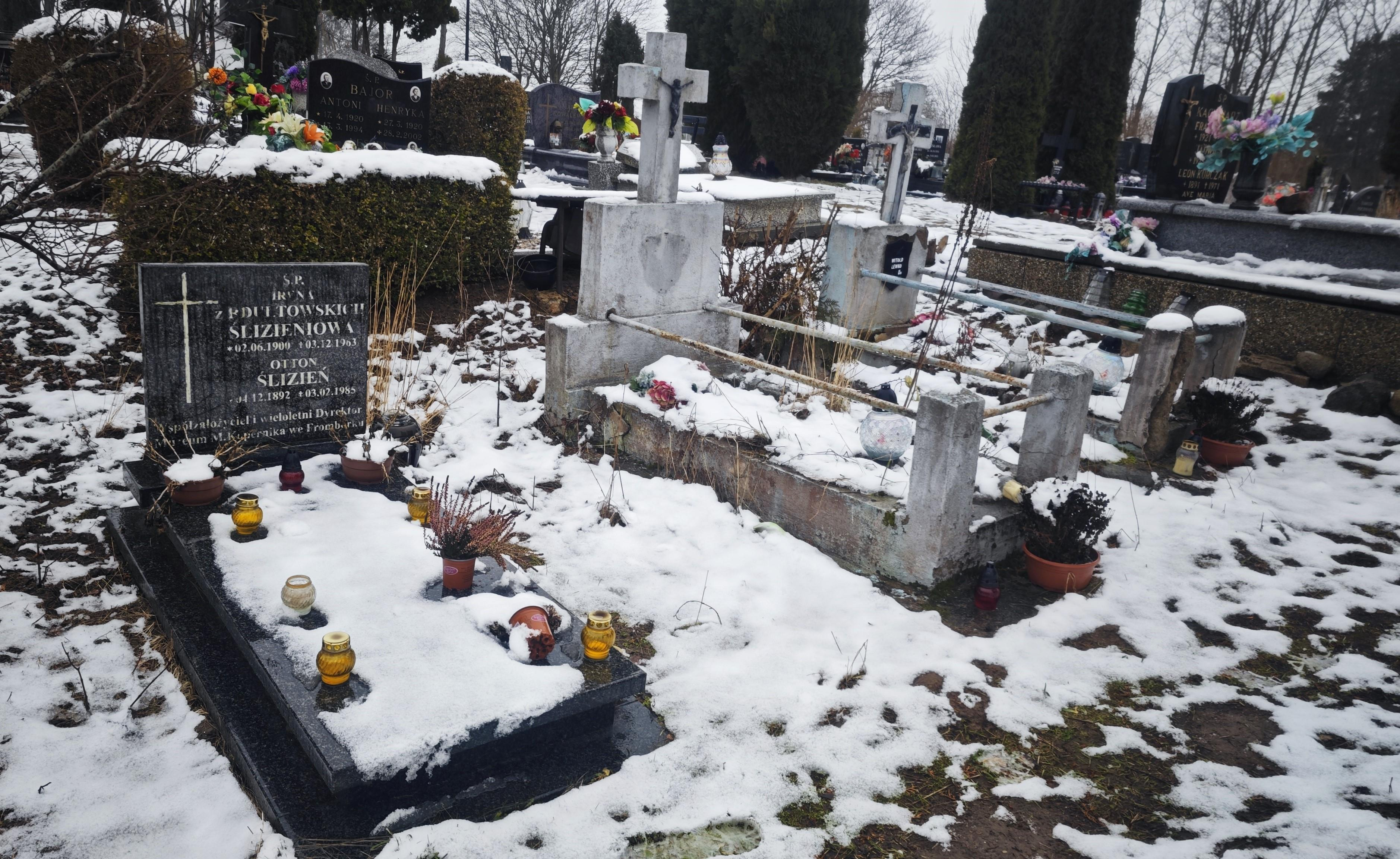
Grób na cmentarzu komunalnym we Fromborku

W 1910 ukończył Gimnazjum im. Witolda Wielkiego w Wilnie i zapisał się następnie na trzyletnie Studium Rolnicze przy Uniwersytecie Jagiellońskim. Ukończył je w 1913. W 1916 został zmobilizowany do armii rosyjskiej w stopniu porucznika artylerii. Wojnę zakończył jako oficer Wojska Polskiego. Po zdemobilizowaniu rozpoczął w 1920 studia na Wydziale Architektury Politechniki Warszawskiej. Studia ukończył z tytułem licencjata. W 1924 przejął majątek rodzinny w Drućkowszczyźnie (obecnie Białoruś) w powiecie nieświeskim, na którym gospodarował do początku II wojny światowej. W tym czasie ożenił się Ireną z Rdułtowskich, z którą miał dwoje dzieci – Barbarę i Jana. W 1939 został zmobilizowany na wojnę, jednak jego jednostkę bardzo szybko rozwiązano. Po kampanii wrześniowej przedostał się do Warszawy i w okolice Grójca, tam spędził całą okupację. Pracował w Radzie Głównej Opiekuńczej oraz w Polskim Czerwonym Krzyżu. W tym czasie, w 1940, cała jego rodzina została zesłana na Syberię. Udało im się nawiązać kontakt listowny, spotkali się razem po wojnie, w 1946. Zamieszkali w Gdańsku-Wrzeszczu. Otton podjął pracę w zaopatrzeniu budowlanym, Urzędzie Ziemskim, następnie w Centrali Rybnej. W 1948 na zaproszenie historyka profesora Lorentza przeprowadził się do Fromborka, by objąć tam funkcję pierwszego kierownika muzeum im. Mikołaja Kopernika. Kierownikiem muzeum został mianowany w czerwcu tego roku. Na siedzibę wybrano ocalały budynek kanonii pod wezwaniem Matki Boskiej Wniebowziętej. Dzięki jego staraniom uroczyste otwarcie muzeum nastąpiło już 5 września 1948 roku. Połączone zostało ze zjazdem Związku Historyków Sztuki i Kultury oraz delegatów Związku Muzeum w Polsce. Muzeum urządzono w ośmiu salach na parterze i na pierwszym piętrze budynku kanonii. Funkcję dyrektora muzeum sprawował do 1952, kiedy to został zwolniony przez władze z przyczyn światopoglądowych, ponieważ przedstawiał postać Kopernika nie tylko jako astronoma, lecz także jako kanonika diecezji warmińskiej i lekarza. Pewnego dnia wdał się w spór na tematy światopoglądowe z oficerem radzieckim. Gdy ten spytał go, jak można wierzyć w coś, czego nie widać, Ślizien odpowiedział, że przecież bieguna północnego też nie widać, a istnieje. Już następnego dnia otrzymał decyzję o zwolnieniu i przeniesieniu na stanowisko handlowca PSS „Społem” w Bielsku-Białej.
Po jego odejściu zmieniono wygląd poszczególnych sal muzeum, uzupełniając je cytatami Engelsa i Stalina. Na stanowisko dyrektora przywrócono go dopiero w okresie odwilży gomułkowskiej w 1957 roku.
W okresie od 1952 do 1957 mieszkał w Bielsku-Białej. Ukończył studia historyczne na Uniwersytecie Mikołaja Kopernika w Toruniu oraz kurs dla muzealnych pracowników naukowych. W 1957 powrócił do Fromborka i ponownie objął urząd dyrektora muzeum. Pracował w nim do 1966. W tym czasie jednak trudno było mu się pogodzić z postępującymi we Fromborku przemianami. W jego świat muzealnego spokoju wtargnęły tysiące urzędników i harcerzy, chcących zmienić wygląd miasta w ramach prowadzonej Operacji 1001-Frombork. W 1966 odszedł na emeryturę. Zajął się amatorską twórczością artystyczną – rzeźbą i malarstwem, prócz tego nadal zajmował się historią.
Pogłębiał swoją wiedzę do ostatnich lat życia. Skromne mieszkanie, które zajmował, wypełnione było książkami i pamiątkami, po śmierci żony i wyprowadzeniu się dzieci mieszkał bowiem samotnie. Z wiekiem spotkania ze znajomymi stawały się również rzadsze, gdyż postępujące upośledzenie słuchu uniemożliwiło niemal kontakt z otoczeniem. Troskliwie opiekował się wówczas starcem ówczesny dyrektor muzeum Tadeusz Piaskowski, przed laty jego uczeń, w ostatnich latach powiernik i przyjaciel.
Zmarł 3 lutego 1985 w Sopocie. Pochowany został w grobie obok żony Ireny (zm. 1963) na cmentarzu komunalnym we Fromborku.
21 kwietnia 2006 miała miejsce uroczystość nadania jednej z ulic Fromborka imienia Ottona Ślizienia. Otwarcia dokonał jego syn Jan.